# Nestlera biennis
 Nestlera biennis   Spreng, 1826 è una specie di pianta angiosperma dicotiledone della famiglia delle Asteraceae (sottofamiglia Asteroideae).  Nestlera biennis  è anche l'unica specie del genere  Nestlera  Spreng, 1818.

## Etimologia
Il nome scientifico della specie è stato definito dal botanico Curt Polycarp Joachim Sprengel (1766-1833) nella pubblicazione " Systema vegetabilium [Caroli Linnaei ... ]. Editio decima sexta. Gottingae" (  Syst. Veg., ed. 16 [Sprengel] 3: 589) del 1826. Il nome scientifico del genere è stato definito dallo stesso botanico nella pubblicazione " Anleitung zur Kenntniss der Gewachse, Zweite" ( Anleit. Kenntn. Gew., ed. 2. 2(2): 568 ) del 1818.

## Descrizione
Habitus. La specie di questa voce ha un habitus di tipo erbaceo bienne. I cauli di queste piante sono provvisti del floema, ma non di canali resiniferi; mentre i sesquiterpeni lattoni sono normalmente assenti (piante senza lattice).
Fusto. La parte aerea in genere è eretta, semplice o ramosa.
Foglie. Le foglie in genere sono disposte in modo alternato o opposto e sono sessili. La lamina è intera con forme strette e lunghe; i margini sono continui e piatti. La superficie è tomentosa o lanosa (in particolare quella inferiore) su entrambe le facce.
Infiorescenza. Le sinflorescenze sono sia scapose che composte da diversi capolini raccolti in formazioni corimbose. Le infiorescenze vere e proprie sono formate da un capolino terminale peduncolato di tipo discoide (con fiori omogami) o disciforme (con fiori eterogami). I capolini sono formati da un involucro, con forme cilindriche, composto da diverse brattee, al cui interno un ricettacolo fa da base ai fiori. Le brattee, brunastre, glabre o pelose a consistenza cartacea, sono disposte in modo più o meno embricato su più serie e possono essere connate alla base;  talora possono avere un margine ialino. Il ricettacolo spesso è provvisto di pagliette a protezione della base dei fiori; la forma è piatta.
Fiori.  I fiori sono tetra-ciclici (formati cioè da 4 verticilli: calice – corolla – androceo – gineceo) e pentameri (calice e corolla formati da 5 elementi). Sono inoltre tubulosi, attinomorfi e si distinguono in:
- fiori del disco esterni: sono molti su 1 – 3 serie; sono femminili e sub-radiati;
- fiori del disco centrali: sono pochi;  sono ermafroditi.

In questo gruppo di piante i fiori radiati (ligulati o del raggio) sono assenti; a volte sono confusi con i fiori femminili (tubulosi) del disco esterno più o meno sub-zigomorfi con un lembo piatto e possono essere interpretati come fiori del raggio.
- Formula fiorale:

*/x K {\displaystyle \infty }, [C (5), A (5)], G 2 (infero), achenio
- Calice: i sepali del calice sono ridotti ad una coroncina di squame.
- Corolla: la forma della corolla normalmente è tubolare con 5 lobi (raramente 4); i lobi hanno una forma deltata o più o meno lanceolata. Il colore della corolla è giallo. I fiori esterni possono avere delle bande purpuree.
- Androceo: l'androceo è formato da 5 stami sorretti da filamenti generalmente liberi; gli stami sono connati e formano un manicotto circondante lo stilo; le teche (produttrici del polline) sono prive di sperone, ma hanno la coda (una sola); le appendici apicali delle antere hanno delle forme piatte; il tessuto endoteciale (rivestimento interno dell'antera) è quasi sempre polarizzato (con due superfici distinte: una verso l'esterno e una verso l'interno). Il polline è di tipo echinato (con punte sporgenti) a forma sferica, e formato inoltre da due strati di ectesine, mentre lo strato basale è spesso e regolarmente perforato (tipo “gnafaloide”).[6]
- Gineceo: l'ovario è infero, uniloculare e formato da 2 carpelli. Lo stilo (il recettore del polline) è intero o biforcato con due stigmi nella parte apicale. Gli stigmi hanno una forma troncata; possono essere ricoperti da minute papille o avere dei penicilli apicali. Le superfici stigmatiche sono separate.[6]

Frutti. I frutti sono degli acheni con pappo. Gli acheni sono piccoli a forma cilindrica; la superficie è ricoperta di peli doppi allungati; il pericarpo può essere percorso longitudinalmente da 2–5 fasci vascolari. Il pappo in genere ridotto, è formato da scaglie connate alla base.

## Biologia
Impollinazione: l'impollinazione avviene tramite insetti (impollinazione entomogama tramite farfalle diurne e notturne).

Riproduzione: la fecondazione avviene fondamentalmente tramite l'impollinazione dei fiori (vedi sopra).

Dispersione: i semi (gli acheni) cadendo a terra sono successivamente dispersi soprattutto da insetti tipo formiche (disseminazione mirmecoria). In questo tipo di piante avviene anche un altro tipo di dispersione: zoocoria. Infatti gli uncini delle brattee dell'involucro (se presenti) si agganciano ai peli degli animali di passaggio disperdendo così anche su lunghe distanze i semi della pianta. Inoltre per merito del pappo, il vento può trasportare i semi anche a distanza di alcuni chilometri (disseminazione anemocora).

## Distribuzione e habitat
La specie è distribuita in Sudafrica.

## Tassonomia
La famiglia di appartenenza di questa voce (Asteraceae o Compositae, nomen conservandum) probabilmente originaria del Sud America, è la più numerosa del mondo vegetale, comprende oltre 23.000 specie distribuite su 1.535 generi, oppure 22.750 specie e 1.530 generi secondo altre fonti (una delle checklist più aggiornata elenca fino a 1.679 generi). La famiglia attualmente (2021) è divisa in 16 sottofamiglie; la sottofamiglia Asteroideae è una di queste e rappresenta l'evoluzione più recente di tutta la famiglia.

### Filogenesi
Il genere di questa specie è descritto nella tribù Gnaphalieae (una delle 21 tribù della sottofamiglia Asteroideae) e in particolare nella sottotribù Relhaniinae. Da un punto di vista filogenetico, la tribù Gnaphalieae fa parte del supergruppo (o sottofamiglia) "Asteroideae grade"; l'altro è il supergruppo "Non-Asteroideae" contenente il resto delle sottofamiglie delle Asteraceae. All'interno del supergruppo è vicina alle tribù Senecioneae, Calenduleae, Astereae e Anthemideae.
La sottotribù Relhaniinae (Relhania Clade) è un gruppo formalmente riconosciuto appartenente alla grande tribù delle Gnaphalieae. La sua posizione è "basale" ed è "sorella" al resto della tribù. La sottotribù è caratterizzata dall'avere un pappo ridotto, le foglie con pubescenza adassiale (la parte abassiale è ricoperta da ghiandole puntate) e solcate, i capolini solitari e i cromosomi diploidi con numero 14. Relhaniinae, da un punto di vista filogenetico, è divisa in due cladi. Il genere di questa voce appartiene al secondo clade caratterizzato da foglie intere e prive di denti. Il secondo clade è formato da due subcladi: "Arrowsmithia/Macowania Clade" con i generi Arrowsmithia, Fluminaria (con foglie revolute e generalmente ricoperte di feltro bianco abassialmente) e il "Cape Clade" con i generi Leysera, Nestlera, Oedera e Rhynchopsidium  (foglie evolventi o raramente con margini piatti e di solito ricoperte di feltro bianco adassialmente).
Il cladogramma seguente, tratto dallo studio citato e semplificato, mostra una possibile configurazione filogenetica della sottotribù evidenziando la posizione del genere di questa voce.
|  | Fluminaria   |
|  |              |
|  | Arrowsmithia |
|  |              |

|  | Nestlera biennis                                           |
|  |                                                            |
|  | \| \| Rhynchopsidium \| \| \| \| \| \| Leysera \| \| \| \| |
|  |                                                            |
|  | Rhynchopsidium                                             |
|  |                                                            |
|  | Leysera                                                    |
|  |                                                            |

|  | Rhynchopsidium |
|  |                |
|  | Leysera        |
|  |                |

|  | Nestlera biennis                                           |
|  |                                                            |
|  | \| \| Rhynchopsidium \| \| \| \| \| \| Leysera \| \| \| \| |
|  |                                                            |
|  | Rhynchopsidium                                             |
|  |                                                            |
|  | Leysera                                                    |
|  |                                                            |

|  | Rhynchopsidium |
|  |                |
|  | Leysera        |
|  |                |

|  | Fluminaria   |
|  |              |
|  | Arrowsmithia |
|  |              |

|  | Nestlera biennis                                           |
|  |                                                            |
|  | \| \| Rhynchopsidium \| \| \| \| \| \| Leysera \| \| \| \| |
|  |                                                            |
|  | Rhynchopsidium                                             |
|  |                                                            |
|  | Leysera                                                    |
|  |                                                            |

|  | Rhynchopsidium |
|  |                |
|  | Leysera        |
|  |                |

|  | Nestlera biennis                                           |
|  |                                                            |
|  | \| \| Rhynchopsidium \| \| \| \| \| \| Leysera \| \| \| \| |
|  |                                                            |
|  | Rhynchopsidium                                             |
|  |                                                            |
|  | Leysera                                                    |
|  |                                                            |

|  | Rhynchopsidium |
|  |                |
|  | Leysera        |
|  |                |

|  | Fluminaria   |
|  |              |
|  | Arrowsmithia |
|  |              |

|  | Nestlera biennis                                           |
|  |                                                            |
|  | \| \| Rhynchopsidium \| \| \| \| \| \| Leysera \| \| \| \| |
|  |                                                            |
|  | Rhynchopsidium                                             |
|  |                                                            |
|  | Leysera                                                    |
|  |                                                            |

|  | Rhynchopsidium |
|  |                |
|  | Leysera        |
|  |                |

|  | Nestlera biennis                                           |
|  |                                                            |
|  | \| \| Rhynchopsidium \| \| \| \| \| \| Leysera \| \| \| \| |
|  |                                                            |
|  | Rhynchopsidium                                             |
|  |                                                            |
|  | Leysera                                                    |
|  |                                                            |

|  | Rhynchopsidium |
|  |                |
|  | Leysera        |
|  |                |

|  | Fluminaria   |
|  |              |
|  | Arrowsmithia |
|  |              |

|  | Nestlera biennis                                           |
|  |                                                            |
|  | \| \| Rhynchopsidium \| \| \| \| \| \| Leysera \| \| \| \| |
|  |                                                            |
|  | Rhynchopsidium                                             |
|  |                                                            |
|  | Leysera                                                    |
|  |                                                            |

|  | Rhynchopsidium |
|  |                |
|  | Leysera        |
|  |                |

|  | Nestlera biennis                                           |
|  |                                                            |
|  | \| \| Rhynchopsidium \| \| \| \| \| \| Leysera \| \| \| \| |
|  |                                                            |
|  | Rhynchopsidium                                             |
|  |                                                            |
|  | Leysera                                                    |
|  |                                                            |

|  | Rhynchopsidium |
|  |                |
|  | Leysera        |
|  |                |

|  | Fluminaria   |
|  |              |
|  | Arrowsmithia |
|  |              |

|  | Nestlera biennis                                           |
|  |                                                            |
|  | \| \| Rhynchopsidium \| \| \| \| \| \| Leysera \| \| \| \| |
|  |                                                            |
|  | Rhynchopsidium                                             |
|  |                                                            |
|  | Leysera                                                    |
|  |                                                            |

|  | Rhynchopsidium |
|  |                |
|  | Leysera        |
|  |                |

|  | Nestlera biennis                                           |
|  |                                                            |
|  | \| \| Rhynchopsidium \| \| \| \| \| \| Leysera \| \| \| \| |
|  |                                                            |
|  | Rhynchopsidium                                             |
|  |                                                            |
|  | Leysera                                                    |
|  |                                                            |

|  | Rhynchopsidium |
|  |                |
|  | Leysera        |
|  |                |

|  | Fluminaria   |
|  |              |
|  | Arrowsmithia |
|  |              |

|  | Nestlera biennis                                           |
|  |                                                            |
|  | \| \| Rhynchopsidium \| \| \| \| \| \| Leysera \| \| \| \| |
|  |                                                            |
|  | Rhynchopsidium                                             |
|  |                                                            |
|  | Leysera                                                    |
|  |                                                            |

|  | Rhynchopsidium |
|  |                |
|  | Leysera        |
|  |                |

|  | Nestlera biennis                                           |
|  |                                                            |
|  | \| \| Rhynchopsidium \| \| \| \| \| \| Leysera \| \| \| \| |
|  |                                                            |
|  | Rhynchopsidium                                             |
|  |                                                            |
|  | Leysera                                                    |
|  |                                                            |

|  | Rhynchopsidium |
|  |                |
|  | Leysera        |
|  |                |

|  | Fluminaria   |
|  |              |
|  | Arrowsmithia |
|  |              |

|  | Nestlera biennis                                           |
|  |                                                            |
|  | \| \| Rhynchopsidium \| \| \| \| \| \| Leysera \| \| \| \| |
|  |                                                            |
|  | Rhynchopsidium                                             |
|  |                                                            |
|  | Leysera                                                    |
|  |                                                            |

|  | Rhynchopsidium |
|  |                |
|  | Leysera        |
|  |                |

|  | Nestlera biennis                                           |
|  |                                                            |
|  | \| \| Rhynchopsidium \| \| \| \| \| \| Leysera \| \| \| \| |
|  |                                                            |
|  | Rhynchopsidium                                             |
|  |                                                            |
|  | Leysera                                                    |
|  |                                                            |

|  | Rhynchopsidium |
|  |                |
|  | Leysera        |
|  |                |

|  | Fluminaria   |
|  |              |
|  | Arrowsmithia |
|  |              |

|  | Nestlera biennis                                           |
|  |                                                            |
|  | \| \| Rhynchopsidium \| \| \| \| \| \| Leysera \| \| \| \| |
|  |                                                            |
|  | Rhynchopsidium                                             |
|  |                                                            |
|  | Leysera                                                    |
|  |                                                            |

|  | Rhynchopsidium |
|  |                |
|  | Leysera        |
|  |                |

|  | Nestlera biennis                                           |
|  |                                                            |
|  | \| \| Rhynchopsidium \| \| \| \| \| \| Leysera \| \| \| \| |
|  |                                                            |
|  | Rhynchopsidium                                             |
|  |                                                            |
|  | Leysera                                                    |
|  |                                                            |

|  | Rhynchopsidium |
|  |                |
|  | Leysera        |
|  |                |

I caratteri distintivi della specie  Nestlera biennis  sono:
- il ciclo biologico è biennale;
- gli acheni dei fiori centrali sono allungati.

Il numero cromosomico di queste piante è: 2n = 10.

### Sinonimi
Sono elencati alcuni sinonimi per questa entità:
- Columellea biennis Jacq.
- Nestlera reflexa  DC.
- Relhania biennis  (Jacq.) K.Bremer
- Relhania reflexa  Thunb.
- Stephanopappus reflexus  Less.